# ألفرد بومغارتن
ألفرد بومغارتن (بالإنجليزية: Alfred Baumgarten)‏ هو شخصية أعمال أمريكي، ولد في 13 نوفمبر 1842 في درسدن في ألمانيا، وتوفي في 3 أكتوبر 1919 في مونتريال في كندا.